# ミルグラム実験
ミルグラム実験（ミルグラムじっけん、英: Milgram experiment）とは、閉鎖的な状況における権威者の指示に従う人間の心理状況を実験したものである。アイヒマン実験・アイヒマンテストとも言う。50年近くに渡って何度も再現できた社会心理学を代表する模範となる実験でもある。
アメリカ、イェール大学の心理学者、スタンレー・ミルグラム（英: Stanley Milgram）が1963年にアメリカの社会心理学会誌『Journal of Abnormal and Social Psychology』に投稿した、権威者の指示に従う人間の心理状況を実験したものである。
東欧地域の数百万人のユダヤ人を絶滅収容所に輸送する責任者であったアドルフ・アイヒマンは、ドイツ敗戦後、南米アルゼンチンに逃亡して「リカルド・クレメント」の偽名を名乗り、自動車工場の主任としてひっそり暮らしていた。彼を追跡するイスラエル諜報機関が、クレメントは大物戦犯のアイヒマンであると判断した直接の証拠は、クレメントが妻との結婚記念日に、彼女に贈る花束を花屋で購入したことであった。その日付は、アイヒマンの結婚記念日と一致した。またイスラエルにおけるアイヒマン裁判の過程で描き出されたアイヒマンの人間像は人格異常者などではなく、真摯に「職務」に励む、一介の平凡で小心な公務員の姿だった。
このことから「アイヒマンはじめ多くの戦争犯罪を実行したナチス戦犯たちは、そもそも特殊な人物であったのか。それとも妻との結婚記念日に花束を贈るような平凡な愛情を持つ普通の市民であっても、一定の条件下では、誰でもあのような残虐行為を犯すものなのか」という疑問が提起された。この実験は、アイヒマン裁判（1961年）の翌年に、上記の疑問を検証しようと実施されたため、「アイヒマン実験」とも言う。

ただし、アイヒマンの実際の人物像については議論があり、同じく元ナチスのウィレム・サッセン（英語: Willem Sassen）によるインタビューでは、ホロコーストへの関与に対し「私は少しも後悔していない」と言っているほか、1945年に『わたしは笑って墓穴に飛び込むだろう。五〇〇万の人間の命がわたしに良心を求めていると思うと、途方もない満足を覚えるからだ』という言葉を残しているなど、彼はもともと反ユダヤ主義者であり、確信的に虐殺に関与したのではないかとも言われている。

実験の結果は、普通の平凡な市民でも、一定の条件下では冷酷で非人道的な行為を行うことを証明するものであった。そのような現象をミルグラム効果とも言う。
実験から約50年後の2015年、オーストラリアの制作会社が、シドニーで役者を用いてこの実験を再現した番組を発表した。

## 概要

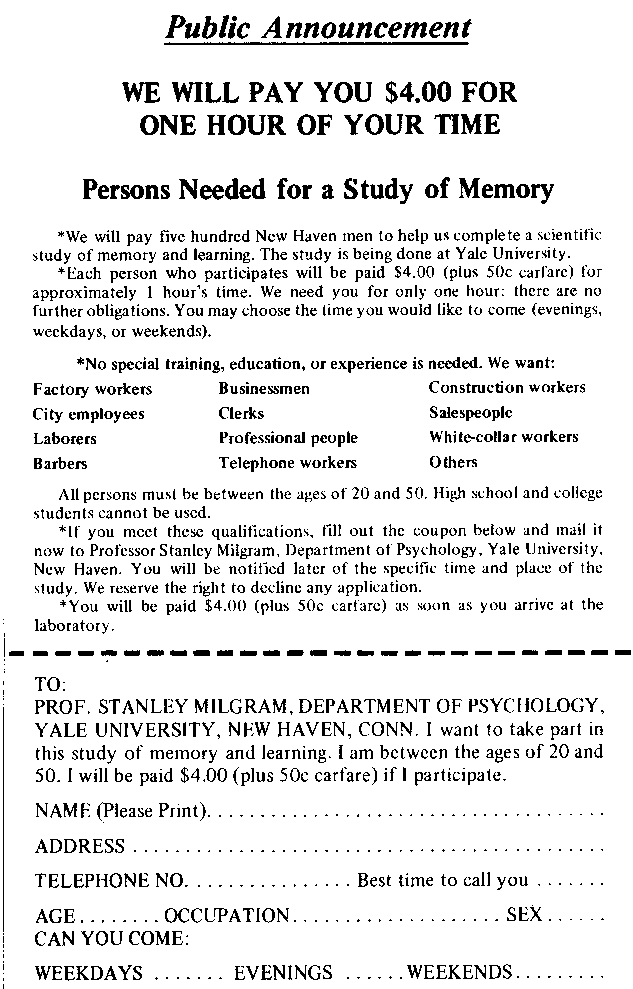
ミルグラム実験の協力者を募る新聞広告

実験の略図。被験者である「教師」Tは、解答を間違える度に別室の「生徒」Lに与える電気ショックを次第に強くしていくよう、実験者Eから指示される。だが「生徒」Lは実験者Eと結託しており、電気ショックで苦しむさまを演じているにすぎない。

### 前提条件
この実験における実験協力者は新聞広告を通じて、「記憶に関する実験」に関する参加者として20歳から50歳の男性を対象として募集され、1時間の実験に対し報酬を約束された上でイェール大学に集められた。実験協力者の教育背景は小学校中退者から博士号保持者までと変化に富んでいた。
実験協力者には、この実験が参加者を「生徒」役と「教師」役に分けて行う、学習における罰の効果を測定するものだと説明された。各実験協力者はくじ引きで「教師」、ペアを組む別の実験協力者が「生徒」となった。実際には教師が真の被験者で、生徒役は役者が演じるサクラであり、くじには2つとも「教師」と書かれており、サクラの実験協力者はくじを開けないまま本来の被験者に引かせ、被験者が確実に「教師」役をさせるようにしていた。

### 実験の内容
被験者たちはあらかじめ「体験」として45ボルトの電気ショックを受け、「生徒」が受ける痛みを体験させられる。次に「教師」と「生徒」は別の部屋に分けられ、インターフォンを通じてお互いの声のみが聞こえる状況下に置かれた。被験者には武器で脅されるといった物理的なプレッシャーや、家族が人質に取られているといった精神的なプレッシャーは全くない。
「教師」はまず2つの対になる単語リストを読み上げる。その後、単語の一方のみを読み上げ、対応する単語を4択で質問する。「生徒」は4つのボタンのうち、答えの番号のボタンを押す。「生徒」が正解すると、「教師」は次の単語リストに移る。「生徒」が間違えると、「教師」は「生徒」に電気ショックを流すよう指示を受けた。また電圧は最初は45ボルトで、「生徒」が1問間違えるごとに15ボルトずつ電圧の強さを上げていくよう指示された。
電気ショックを与えるスイッチには、電圧とともに、そのショックの程度を示す言葉が表記されている。記録映像の残るある実験では以下の表記がなされた。
1. 15ボルト “SLIGHT SHOCK”(軽い衝撃)[6]
2. 75ボルト “MODERATE SHOCK”（中度の衝撃）
3. 135ボルト “STRONG SHOCK”（強い衝撃）
4. 195ボルト “VERY STRONG SHOCK”（かなり強い衝撃）
5. 255ボルト “INTENSE SHOCK”（激しい衝撃）
6. 315ボルト “EXTREME INTENSITY SHOCK”（はなはだしく激しい衝撃）
7. 375ボルト “DANGER: SEVERE SHOCK”（危険: 苛烈な衝撃）
8. 435ボルト “X X X”
9. 450ボルト “X X X”

450ボルトが最大で、435ボルトと共に但し書きはなく、“危険”をさらに超えた強さとして扱われる。被験者は「生徒」に電圧が付加されていると信じ込まされるが、実際には電圧は付加されていない。しかし各電圧の強さに応じ、あらかじめ録音された「『生徒』が苦痛を訴える声」がインターフォンから流された。電圧をあげるにつれて段々苦痛のリアクションが大きくなっていった。記録映像で確認できる生徒のリアクションは、まるで拷問を受けているかの如くの大絶叫で、ショックを受けた途端大きくのけ反るなど、一見してとても演技とは思えない迫力であった。
1. 75ボルトになると、不快感をつぶやく。
2. 120ボルトになると、大声で苦痛を訴える
3. 135ボルトになると、うめき声をあげる
4. 150ボルトになると、絶叫する。
5. 180ボルトになると、「痛くてたまらない」と叫ぶ。
6. 270ボルトになると、苦悶の金切声を上げる。
7. 300ボルトになると、壁を叩いて実験中止を求める。
8. 315ボルトになると、壁を叩いて実験を降りると叫ぶ。
9. 330ボルトになると、無反応になる。

被験者が実験の続行を拒否しようとする意思を示した場合、白衣を着た権威のある博士らしき男が感情を全く乱さない超然とした態度で次のように通告した。
1. 続行してください。（Please continue or Please go on.）
2. この実験は、あなたに続行していただかなくてはいけません。（The experiment requires that you continue.）
3. あなたに続行していただく事が絶対に必要なのです。（It is absolutely essential that you continue.）
4. 他の選択肢はありません、あなたは続けるべきです。（You have no other choice; you must go on.）
5. １から４の通告の間に、被験者が拒否をみせると「体に後遺症を残すことはありません。」「責任は我々がとります。」

4度目の通告がなされた後も、依然として被験者が実験の中止を希望した場合、その時点で実験は中止された。そうでなければ、設定されていた最大電圧の450ボルトが3度続けて流されるまで実験は続けられた 。

### 実験の結果
実験を行うにあたって、ミルグラムによりイェール大学で心理学専攻の4年生14人を対象に、実験結果を予想する事前アンケートが実施された。回答者は全員、実際に最大の電圧を付加する者はごくわずか（平均1.2％）だろうと回答した。同様のアンケートを同僚たちにも内密で行ったところ、やはり一定以上の強い電圧を付加する被験者は非常に少ないだろうとの回答が得られた。
実際の実験結果は、被験者40人中26人（統計上65％）が用意されていた最大電圧である450ボルトまでスイッチを入れた、というものだった。中には電圧を付加した後「生徒」の絶叫が響き渡ると、緊張の余り引きつった笑い声を出す者もいた。全ての被験者は途中で実験に疑問を抱き、中には135ボルトで実験の意図自体を疑いだした者もいた。何人かの被験者は実験の中止を希望して管理者に申し出て、「この実験のために自分たちに支払われている金額を全額返金してもいい」という意思を表明した者もいた。しかし、権威のある博士らしき男の強い進言によって一切責任を負わないということを確認した上で実験を継続しており、300ボルトに達する前に実験を中止した者は一人もいなかった。
「教師」と「生徒」を同じ部屋にさせた場合や、「教師」を「生徒」の体に直接触れさせることで電圧の罰を与えて従わせる場合など、「教師」の目の前で「生徒」が苦しむ姿を見せた実験も行われたが、それでも前者は40人中16人（統計上40％）・後者は40人中12人（統計上30％）が用意されていた最大電圧である450ボルトまでスイッチを入れたという結果になった。
しかし、そもそも被験者がこのような実験に対して、参加する時点あるいは実験の途中で、本当に人間が電気ショックを受けているのかという疑念を持つのではないかという指摘もある。
ミルグラム自身のアンケートでは、学習者が電気ショックを受けていると本気で信じたのは被験者全体の約56.1％（369人）であり、その他の回答者は本当に電気ショックを受けているのか疑問を抱いたり、少数は実際に受けてはいないと確信したりしていた。
実験の成果は国内外において賞賛を与えられたが、同時に倫理性の観点からは、痛みを与える要素の社会的イメージについての批判の声もあった。

## 追試実験
この実験が人々に与えた影響は大きく、50年近くに渡って様々な研究者によって同様の実験が行われており、「生徒」役が苦痛を受ける程度まで、多数の被験者がスイッチを押すという結果は概ね一致した(ただし、倫理規定等によって電圧のかけ方など実験の手法に若干修正が加えられることはあった)。
一部では実験の再現性に対する疑義も唱えられている。オーストラリアのジャーナリスト兼心理学者であるジーナ・ペリーによると、オーストラリア・イタリア・ドイツでの研究では、指示に対する服従率がミルグラムの実験よりも明らかに低かったという。また、南アフリカでの研究は、被験者が16人のみである実験の、学生によるレポートだったという。

## 関連文献
- Milgram, Stanley (1963). “Behavioral Study of Obedience”. Journal of Abnormal and Social Psychology 67:  371–378. doi:10.1037/h0040525. PMID 14049516. Full-text PDF.
- スタンレー・ミルグラム『服従の心理』（河出書房新社）- 実験者自らによる詳細な報告書
  - 岸田秀訳 1974年
  - 岸田秀訳（新版） 1995年 ISBN 9784309706146
  - 山形浩生訳（新訳） 2008年 ISBN 9784309244549
- トーマス・ブラス『服従実験とは何だったのか　スタンレー・ミルグラムの生涯と遺産』（誠信書房　野島久雄・藍沢美紀訳　2008年）- ミルグラムの伝記でミルグラム実験についても多く記述
- 岡本浩一『社会心理学ショートショート』（新曜社）- 「実験室のナチズム」という項でこの実験について概説している
- 小坂井敏晶『責任という虚構』（東京大学出版会　2008年7月30日初版）- 序章（「主体という物語」）でミルグラム実験を取り上げている
- デーヴ・グロスマン著・安原和見訳『戦争における「人殺し」の心理学』（ちくま学芸文庫　2004年）- 一章を割いてミルグラム実験を取り上げている
- 『死のテレビ実験』（河出書房新社　2011年）-「テレビのクイズ番組のパイロット版」という設定で行われたミルグラム実験の追試の報告書